# 薩倫湖
50°13′02″N 9°29′20″E / 50.217154°N 9.488830°E

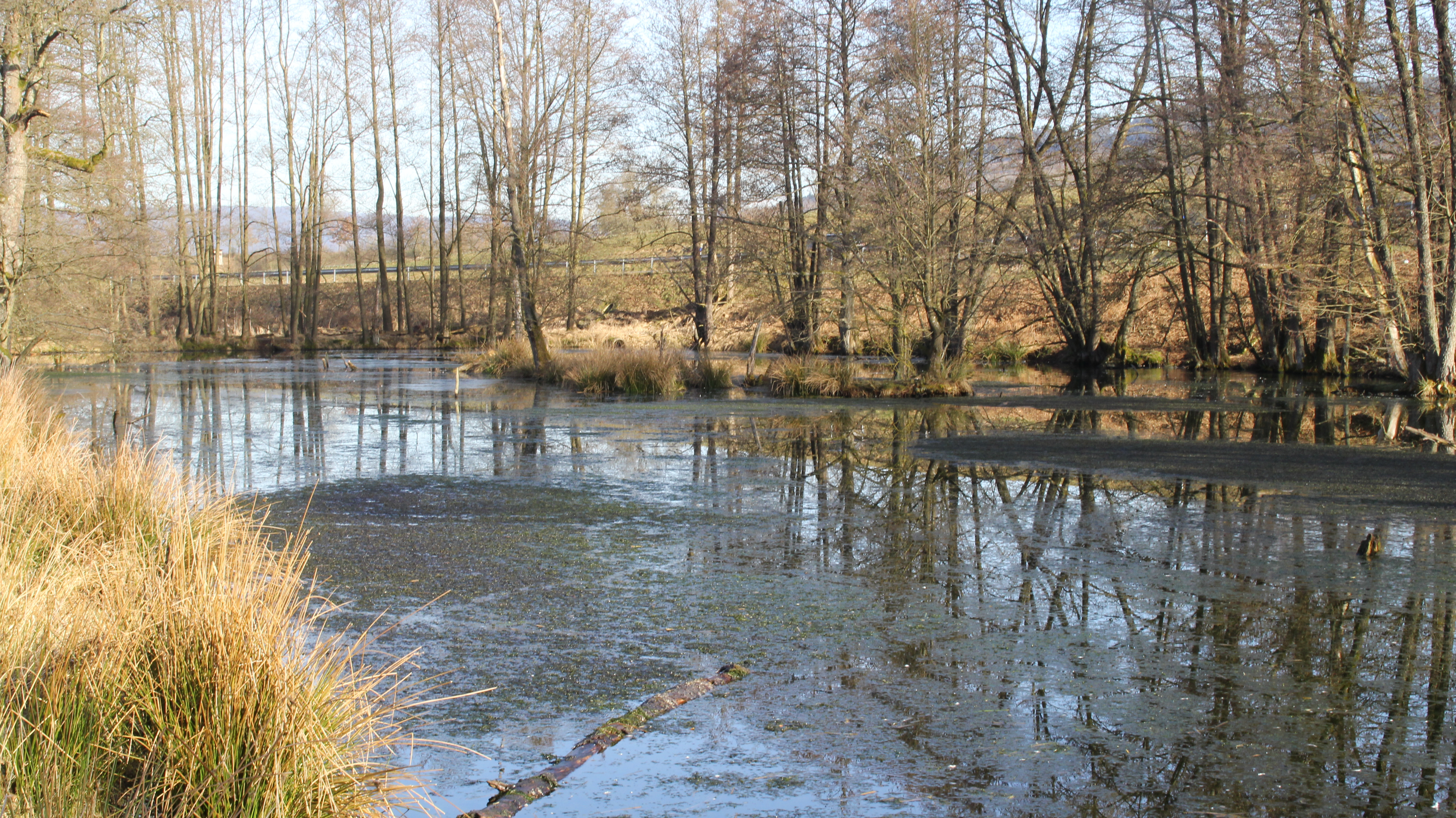

薩倫湖（德語：Sahlensee），是德國的湖泊，位於該國中部，由黑森州負責管轄，處於巴特索登-薩爾明斯特，長0.7公里、寬0.1公里，面積0.01平方公里，海拔高度195米。